# Slopestyle féminin de ski acrobatique aux Jeux olympiques de 2022
Navigation
Pyeongchang 2018 Milan-Cortina 2026
Le Slopestyle féminin des Jeux olympiques d'hiver de 2022 a lieu les 14 février 2022 et 15 février 2022  au Genting Secret Garden à Zhangjiakou. Il s'agit de la troisième apparition de cette épreuve aux Jeux olympiques d'hiver.
Mathilde Gremaud, vice-championne en 2018, s'impose devant Gu Ailing et Kelly Sildaru. La championne olympique en 2018, Sarah Höfflin, participe à l'épreuve, mais ne parvient pas à passer le stade des qualifications. Isabel Atkin, médaillée de bronze en 2018, s'est qualifiée pour les Jeux, mais a déclaré forfait.

## Qualification
Pour être admis au jeux olympiques, une athlète doit remplir trois conditions en plus des critères d'âge et médicaux :
- Comptabilisé 50 points au classement FIS de la discipline au 17 janvier 2022,
- Être classée dans le top 30 d'une épreuve comptant pour la Coupe du monde ou aux Championnats du monde,
- Un maximum de quatre athlètes de même nationalité est admis.

un total de 27 athlètes remplissent ces conditions.

## Calendrier
| Date            | Manche         | Horaire | Horaire |
| --------------- | -------------- | ------- | ------- |
| 14 février 2022 | Qualifications | 10h00   |         |
| 15 février 2022 | Finale         | 9h30    |         |

## Médaillées
| Or                        | Argent            | Bronze                  |
| Mathilde Gremaud (Suisse) | Gu Ailing (Chine) | Kelly Sildaru (Estonie) |

## Résultats

### Qualification
Vingt-sept concurrentes sont au départ et chacun a le droit à deux passages. Seul le meilleur est comptabilisé et les douze meilleures sont qualifiées pour la finale.
| Rang | Dossard | Athlète              | Nationalité      | 1er passage | 2e passage | Meilleur | Notes |
| ---- | ------- | -------------------- | ---------------- | ----------- | ---------- | -------- | ----- |
| 1    | 4       | Kelly Sildaru        | Estonie          | 80.96       | 86.15      | 86.15    | Q     |
| 2    | 5       | Johanne Killi        | Norvège          | 81.48       | 86.00      | 86.00    | Q     |
| 3    | 1       | Eileen Gu            | Chine            | 57.28       | 79.38      | 79.38    | Q     |
| 4    | 14      | Maggie Voisin        | États-Unis       | 72.78       | 65.93      | 72.78    | Q     |
| 5    | 27      | Anastasia Tatalina   | ROC              | 63.85       | 72.03      | 72.03    | Q     |
| 6    | 16      | Kirsty Muir          | Grande-Bretagne  | 70.11       | 63.91      | 70.11    | Q     |
| 7    | 21      | Marin Hamill         | États-Unis       | 69.43       | 37.36      | 69.43    | Q     |
| 8    | 12      | Silvia Bertagna      | Italie           | 65.25       | 68.90      | 68.90    | Q     |
| 9    | 3       | Tess Ledeux          | France           | 22.13       | 68.13      | 68.13    | Q     |
| 10   | 17      | Katie Summerhayes    | Grande-Bretagne  | 66.56       | 59.11      | 66.56    | Q     |
| 11   | 23      | Olivia Asselin       | Canada           | 64.68       | 6.75       | 64.68    | Q     |
| 12   | 7       | Mathilde Gremaud     | Suisse           | 39.41       | 63.46      | 63.46    | Q     |
| 13   | 9       | Megan Oldham         | Canada           | 6.45        | 63.10      | 63.10    |       |
| 14   | 13      | Lara Wolf            | Autriche         | 62.56       | 24.38      | 62.56    |       |
| 15   | 10      | Anni Kärävä          | Finlande         | 55.80       | 61.73      | 61.73    |       |
| 16   | 24      | Margaux Hackett      | Nouvelle-Zélande | 54.93       | 37.28      | 54.93    |       |
| 17   | 20      | Alia Delia Eichinger | Allemagne        | 26.45       | 50.68      | 50.68    |       |
| 18   | 11      | Darian Stevens       | États-Unis       | 6.18        | 50.01      | 50.01    |       |
| 19   | 18      | Sandra Eie           | Norvège          | 49.08       | 31.31      | 49.08    |       |
| 20   | 2       | Sarah Höfflin        | Suisse           | 35.38       | 48.96      | 48.96    |       |
| 21   | 15      | Ksenia Orlova        | ROC              | 45.31       | 32.20      | 45.31    |       |
| 22   | 6       | Dominique Ohaco      | Chili            | 17.28       | 44.85      | 44.85    |       |
| 23   | 26      | Yang Shuorui         | Chine            | 18.46       | 39.05      | 39.05    |       |
| 24   | 25      | Elisa Maria Nakab    | Italie           | 8.60        | 32.70      | 32.70    |       |
| 25   | 8       | Laura Wallner        | Autriche         | 30.36       | 30.70      | 30.70    |       |
| 26   | 19      | Abi Harrigan         | Australie        | 16.10       | 26.31      | 26.31    |       |
| 7    | 22      | Caroline Claire      | États-Unis       | DNS         | DNS        | DNS      | DNS   |

### Finale
Les douze concurrentes ont le droit à trois passages et seul le meilleur est retenu pour la note finale.
| Rang                                | Dossard | Athlète            | Nationalité     | 1er passage | 2e passage | 3e passage | Meilleur |
| ----------------------------------- | ------- | ------------------ | --------------- | ----------- | ---------- | ---------- | -------- |
| Médaille d'or, Jeux olympiques      | 1       | Mathilde Gremaud   | Suisse          | 1.10        | 86.56      | 46.96      | 86.56    |
| Médaille d'argent, Jeux olympiques  | 10      | Eileen Gu          | Chine           | 69.90       | 16.98      | 86.23      | 86.23    |
| Médaille de bronze, Jeux olympiques | 12      | Kelly Sildaru      | Estonie         | 82.06       | 46.71      | 78.75      | 82.06    |
| 4                                   | 8       | Anastasia Tatalina | ROC             | 39.38       | 74.16      | 75.51      | 75.51    |
| 5                                   | 9       | Maggie Voisin      | États-Unis      | 35.48       | 74.28      | 66.03      | 74.28    |
| 6                                   | 11      | Johanne Killi      | Norvège         | 24.86       | 73.11      | 71.78      | 73.11    |
| 7                                   | 4       | Tess Ledeux        | France          | 72.91       | 23.08      | 28.81      | 72.91    |
| 8                                   | 7       | Kirsty Muir        | Grande-Bretagne | 41.86       | 71.30      | 69.21      | 71.30    |
| 9                                   | 3       | Katie Summerhayes  | Grande-Bretagne | 60.01       | 64.75      | 23.31      | 64.75    |
| 10                                  | 5       | Silvia Bertagna    | Italie          | 48.50       | 61.85      | 7.83       | 61.85    |
| 11                                  | 2       | Olivia Asselin     | Canada          | 16.83       | DNS        | DNS        | 16.83    |
| 12                                  | 6       | Marin Hamill       | États-Unis      | DNS         | DNS        | DNS        | DNS      |